# Parchi nazionali della Polonia
In Polonia sono attualmente istituiti 23 parchi nazionali.
Gestiti inizialmente dal Krajowy Zarząd Parków Narodowych, dal 2004 la responsabilità della loro gestione fu trasferita al Ministero dell'ambiente.

## Lista dei parchi
| Nome                          | Origine del nome                                        | Località                          | Superficie (km²) | Anno |
| ----------------------------- | ------------------------------------------------------- | --------------------------------- | ---------------- | ---- |
| Babiogórski Park Narodowy     | Babia Góra (monte)                                      | Zawoja                            | 33,92            | 1955 |
| Białowieski Park Narodowy     | Białowieża (villaggio) e foresta di Białowieża          | Białowieża                        | 105,02           | 1947 |
| Biebrzański Park Narodowy     | Fiume Biebrza                                           | Osowiec-Twierdza, presso Goniądz  | 592,23           | 1993 |
| Bieszczadzki Park Narodowy    | Monti Bieszczady                                        | Ustrzyki Górne                    | 292,01           | 1973 |
| Park Narodowy Bory Tucholskie | Tuchola (città) e foresta di Tuchola                    | Charzykowy, presso Chojnice       | 47,98            | 1996 |
| Drawieński Park Narodowy      | Drawno (città) e fiume Drawa                            | Drawno                            | 114,41           | 1990 |
| Gorczański Park Narodowy      | Monti Gorce                                             | Poręba Wielka                     | 70,29            | 1981 |
| Park Narodowy Gór Stołowych   | Góry Stołowe (monti Tavola)                             | Kudowa-Zdrój                      | 63,40            | 1993 |
| Kampinoski Park Narodowy      | Kampinos (villaggio) e foresta di Kampinos              | Izabelin presso Varsavia          | 385,44           | 1959 |
| Karkonoski Park Narodowy      | Karkonosze (monti dei Giganti)                          | Jelenia Góra                      | 55,76            | 1959 |
| Magurski Park Narodowy        | Magura Wątkowska (catena montuosa)                      | Krempna                           | 194,39           | 1995 |
| Narwiański Park Narodowy      | Narew                                                   | Kurowo presso Kobylin-Borzymy     | 68,1             | 1996 |
| Ojcowski Park Narodowy        | Ojców (villaggio)                                       | Ojców                             | 21,46            | 1956 |
| Pieniński Park Narodowy       | Monti Pieniny                                           | Krościenko nad Dunajcem           | 23,46            | 1954 |
| Poleski Park Narodowy         | Regione Polesia                                         | Urszulin                          | 97,62            | 1990 |
| Roztoczański Park Narodowy    | Roztocze (altipiano)                                    | Zwierzyniec                       | 84,83            | 1974 |
| Słowiński Park Narodowy       | Comunità slovinza                                       | Smołdzino presso Słupsk           | 186              | 1967 |
| Świętokrzyski Park Narodowy   | Monte Święty Krzyż (Santa Croce) e Monti Świętokrzyskie | Bodzentyn                         | 76,26            | 1950 |
| Tatrzański Park Narodowy      | Monti Tatra                                             | Zakopane                          | 211,64           | 1954 |
| Park Narodowy Ujście Warty    | Confluenza dei fiumi Warta e Odra                       | Chyrzyno presso Kostrzyn nad Odrą | 80,38            | 2001 |
| Wielkopolski Park Narodowy    | Regione Wielkopolska (Grande Polonia)                   | Jeziory presso Mosina             | 75,84            | 1957 |
| Wigierski Park Narodowy       | Lago Wigry                                              | Krzywe                            | 150,86           | 1989 |
| Woliński Park Narodowy        | Isola di Wolin                                          | Międzyzdroje                      | 109,37           | 1960 |

|  | Costa del Mar Baltico |  | Fascia bassa |  | Monti Sudeti  |
|  | Fascia lacustre       |  | Fascia alta  |  | Monti Carpazi |